# Jibu-ni
Le jibu-ni (じぶ煮, 治部煮) est un plat de la cuisine japonaise typique de la cuisine régionale de Kanazawa et des environs de la préfecture d'Ishikawa. C'est un type de ragoût à base de viande de canard ou de poulet enduite de farine de blé, de seitan, de légumes et de champignons, le tout mijoté dans un bouillon dashi,. Il est souvent servi lors d'un kaiseki.